# Тодоров Дмитро Русланович
Дмитро Русланович Тодоров — капітан, учасник російсько-української війни. Герой України.

## Життєпис
Народився у селі Суворовське Тульчинського району Вінницької області.
Потягом 2015—2019 навчався на факультеті підготовки десантних військ Військової академії в Одесі. Відразу по закінченню, у званні лейтенанта, було направлено на схід України, де він став командиром взводу. У 2019 брав участь у бойових діях в районі селища Станиці Луганської, в 2020 обороняв околиці м. Щастя, потім — околиці м. Авдіївки.
З 2 серпня 2021 року перебуває в районі проведення ООС на Донбасі. У березні-квітні 2022 року підрозділи, в яких перебував Герой України, виконували бойові завдання в Донецькій області. Під час боїв було знищено техніку та живу силу противника. Захисники України також успішно евакуйовували поранених побратимів.
2 травня 2022 року у щоденному зверненні Президент України Володимир Зеленський повідомив про присвоєння Дмитру Тодорову звання Героя України за особисту сміливість і надзвичайну ефективність у боях проти окупантів у Донецькій області.

## Нагороди
- Звання Герой України з врученням ордена «Золота Зірка» (2 травня 2022) — за особисту мужність і героїзм, виявлені у захисті державного суверенітету та територіальної цілісності України[4]
- Медаль «За військову службу Україні» (15 квітня 2022) — за особисту мужність і самовіддані дії, виявлені у захисті державного суверенітету та територіальної цілісності України, вірність військовій присязі[5]